# (2375) Radek
(2375) Radek (1975 AA) – planetoida z pasa głównego asteroid okrążająca Słońce w ciągu 5,66 lat w średniej odległości 3,17 au. Odkryta 8 stycznia 1975 roku.